# Lakkashettypura, Kunigal
Lakkashettypura là một làng thuộc tehsil Kunigal, huyện Tumkur, bang Karnataka, Ấn Độ.